# Puente de Alfocea
El puente de Alfocea, a veces llamado puente de Monzalbarba, es un puente sobre el río Ebro a su paso por Zaragoza. Conecta los barrios rurales de Monzalbarba y Alfocea, siendo el único acceso a este último. Inaugurado en 1968, fue una de las primeras obras del ingeniero oscense Juan José Arenas.
Tiene una longitud de 180 metros, de los que 160 se cubren con seis vanos centrales y los veinte restantes en vanos de diez metros en cada orilla. Tanto vigas como pilares son de hormigón. Su bajo periodo de retorno, apenas diez años, hace que tienda a cortarse en inundaciones, incomunicando Alfocea.
Al lado de su nacimiento en Monzalbarba se encuentra el acuartelamiento del Regimiento de Pontoneros e Ingenieros n.º 12, que suele realizar sus maniobras y prácticas de forma paralela al puente.
- Datos: Q6091329